# Lluís Martí i Bosch

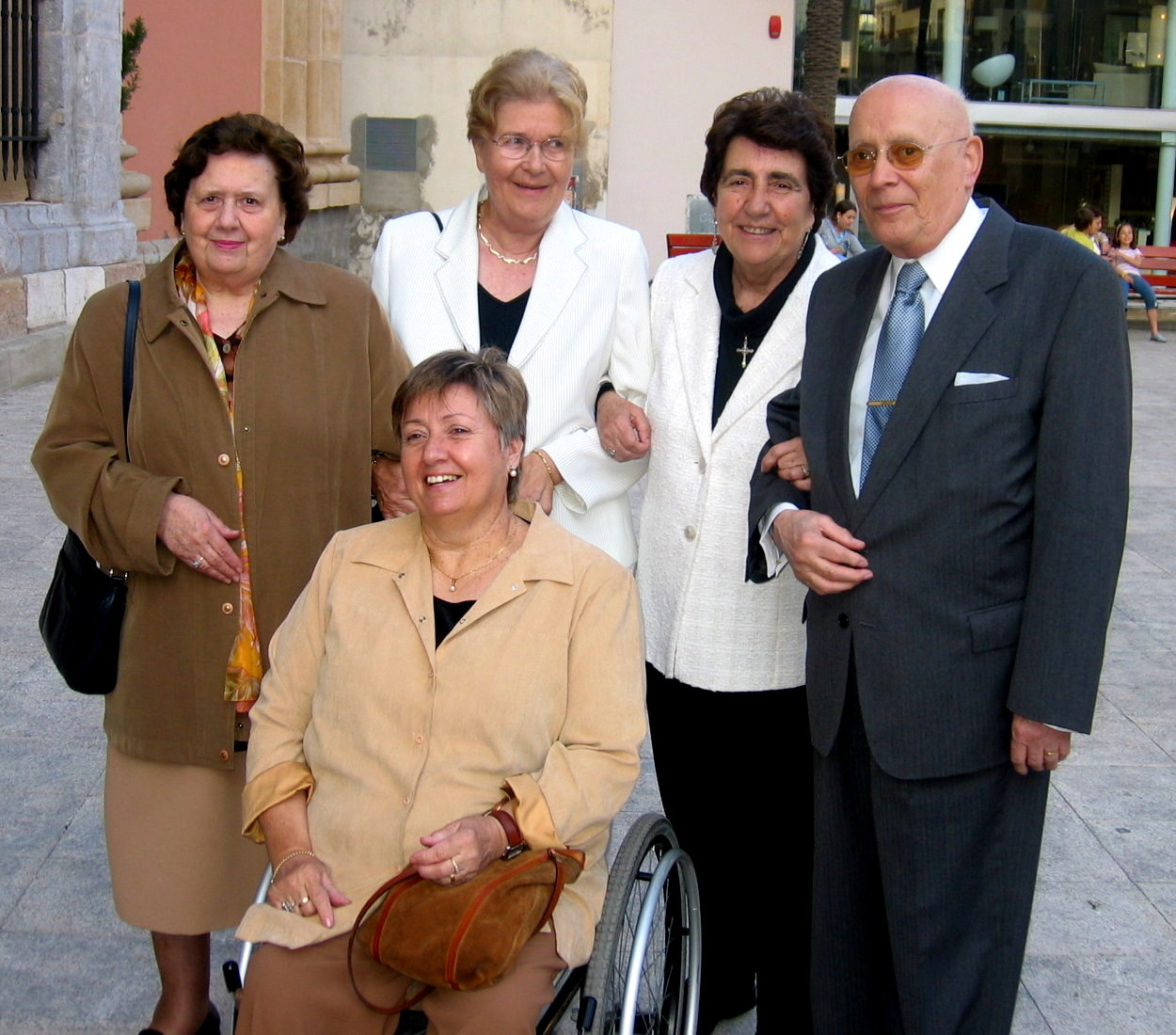
Esquerra a Dreta: Maria Carme Saldes, Crista Hieronimi, Nuria Baró i Ribas, Lluís Martí i Bosch, Carme Buscà (primera fila). Col·laboradors i formadors de Voluntaris durant dècades de l'Associació 'Auxilia'.

Lluís Martí i Bosch (Barcelona, 5 de desembre de 1927 - Barcelona, 27 de desembre de 2013) fou un promotor social català. Tingué un paper destacat en el desenvolupament del voluntariat català fundant i essent el primer president de la Federació Catalana de Voluntariat Social i de l'Associació Internacional de Voluntariat.
El Govern de Catalunya li atorgà, a títol pòstum, la Creu de Sant Jordi el 2014.

## Biografia
Lluís Martí i Bosch va néixer el 5 de desembre de 1927, en el si d'una família humil.
Va cursar els seus estudis primaris al Grup Escolar Ramon Llull i, més endavant, va estudiar al col·legi que els Germans Maristes tenien a la Parròquia de la Concepció.
Ell mateix explicava que l'adolescència va ser una etapa fonamental de la seva vida: “Vaig llegir molt, sobretot llibres formatius i d'espiritualitat. L'ambient, els llibres, el suport del pare i de la mare, els molts amics al voltant de la parròquia de la Concepció, els consells dels més grans... tot m'ajudava a créixer en una direcció i amb un ideal ben clar i ben marcat: ser cristià”.
Va cursar el Peritatge Mercantil a l'Escola d'Alts Estudis Mercantils de Barcelona. Es va casar l'any 1957, i va tenir 4 fills i 5 nets.
La seva vida laboral començà el 1943 quan va entrar, com a meritori, a la casa "Gaspar Mampel". El 1945, va ser contractat per Banesto com a auxiliar administratiu. Al llarg dels anys, va arribar a ser director de Banesto-Mitre i de Banesto-Born. Es va jubilar el 1988.

### Vinculació amb els moviments cristians
Des de ben petit ja va col·laborar activament a la Parròquia de la Concepció, on l'any 1940 va ser nomenat president dels «Aspirants d'Acció Catòlica de la Concepció» i, posteriorment, delegat diocesà d'aspirants. També va desenvolupar activitats a la Parròquia de la Verge de Montserrat, la de Sant Jaume de Badalona i la de Santa Teresa d'Horta.
A començament dels anys 1960, amb el pare Jordi García-Díe -llavors director de Càritas Diocesana- va crear el Servei de Colònies de Vacances.

### El Voluntariat Social en la vida d'en Lluís Martí
Les seves profundes conviccions cristianes i solidàries el fan defensar la importància de l'ajuda als necessitats com un fet normal del nostre pas per aquest món; un fet natural si s'assumeix que la humanitat és una família en la qual tots depenem de tots i cadascú hem de tenir cura dels més propers, especialment dels més necessitats. Defensava també que per actuar solidàriament no cal qüestionar-se si és o no una obligació de l'administració pública. De fet, en un moment en què cap institució pública donava aixoplug al voluntariat, ell va ser el fundador i primer president de la Federació Catalana de Voluntariat Social, des d'on va organitzar el voluntariat a Catalunya.
La seva concepció del voluntariat social va quedar força recollit als seus escrits, i molt especialment al seu llibre Per què el Voluntariat?:
| «                                   | El Voluntariat és la forma més activa de la mobilització ciutadana en pro de la millora de la societat. Es tracta d'un moviment ben definit que, malgrat tot, corre el perill de perdre la seva essència, ja que entre lleis i regulacions minen la il·lusió inicial, el lliurament, l'espontaneïtat i, principalment, l'esperit de servei. | » |
| — A Per què el Voluntariat?, pàg.39 | |   |

En Lluís Martí ha estat una de les persones que més va treballar per potenciar el Voluntariat Social a Catalunya, per a difondre'l internacionalment i per mantenir-ne la seva essència i el seu esperit. Ha sabut conjugar la gratuïtat, la disponibilitat i el compromís del voluntariat amb una bona dosi de catalanitat. Si Europa coneix i admira el voluntariat català és -en gran part- gràcies a ell.
Sempre va creure que les utopies eren possibles si es lluita per assolir-les i la seva «dèria» era millorar les condicions de vida de les persones socialment excloses. Va ser motor impulsor de projectes, dinamitzador de persones i d'equips, i un voluntari que va viure amb il·lusió la seva tasca, reflectint amb la seva actitud el lema d'Auxília: «Cal tenir fe en el que fem i fer-ho amb entusiasme».
La Generalitat de Catalunya li atorgà la Creu de Sant Jordi a títol pòstum, l'abril del 2014, en reconeixement d'una de les persones que han excel·lit en l'impuls i la projecció del voluntariat català. El premi també va reconèixer que com a fundador i primer president de la Federació Catalana de Voluntariat Social i de l'Associació Internacional de Voluntariat, es va esforçar singularment en la millora de les condicions de vida dels sectors més desafavorits.

## Obra pròpia
- Martí, Lluís; Monferrer, Irene. Guiones para encuentros de animación (en castellà).  Madrid: CCS, 1997, p. 124. ISBN 9788483160145.
- Martí, Lluís. Cómo fundar una asociación (en castellà).  CCS, 1998, p. 156. ISBN 9788483161265.
- Sitjar, Jaume; Martí, Lluís; Monferrer, Irene. ¿Qué ves a tu alrededor? (en castellà).  Madrid: CCS, Editorial, 2001, p. 171. ISBN 9788483164099.
- Martí, Lluís; Monferrer, Irene. Misterbrun.com (en castellà).  Ediciones STJ, 2003, p. 216. ISBN 9788496084179.
- Martí, Lluís. Finestra jove.  Barcelona: Ediciones STJ, 2003. ISBN 9788496084148.
- Martí, Lluís; Monferrer, Irene. Fem festa!.  Barcelona: Ediciones STJ, 2004, p. 135. ISBN 9788496084513.
- Martí, Lluís. Per què el Voluntariat?.  Barcelona: Ediciones STJ, 2004. ISBN 9788496084506.
- Martí, Lluís. Coses de l'avi: per a nois i noies.  Barcelona: Edicions STJ, 2009, p. 117. ISBN 9788461361526.